# Demonax substitutus
Demonax substitutus är en skalbaggsart som beskrevs av J. Linsley Gressitt 1951. Demonax substitutus ingår i släktet Demonax och familjen långhorningar.
Artens utbredningsområde är Taiwan. Inga underarter finns listade i Catalogue of Life.